# Cuenca endorreica Puntas Negras
La cuenca endorreica Puntas Negras está ubicada al sur del salar de Aguas Calientes II y al sur es parte del cordón de Puntas Negras (Chile). 
: 27 
Esta cuenca endorreica no es un salar, tampoco tiene una laguna o lago, pero superficialmente esta desconectada del salar Aguas Calientes II. Esta cruzada en su parte sur por el cordón de Puntas Negras. Según el estudio citado, es posible pensar que esta unida subterráneamente con Agus Calientes II.: 27 
Su altura media es de 4655 m s. n. m. y su perímetro es de 90 km que encierran un área de 201 km².: 34 